# Olof Mård
Nils Olof Mård, född 31 januari 1989 i Valbo, är en svensk före detta fotbollsspelare. 

## Karriär
Mård värvades till den allsvenska fotbollsklubben Gefle IF från Sandvikens IF 2008. Han gjorde sitt första allsvenska mål den 18 september 2011 mot Syrianska FC. 
Till säsongen 2015 återvände han till Sandvikens IF. Inför säsongen 2016 skrev han på ett flerårskontrakt med klubben. I november 2017 skrev Mård på ett nytt treårskontrakt med Sandviken. I december 2020 förlängde han sitt kontrakt med ett år. Efter säsongen 2021 avslutade Mård sin fotbollskarriär.

## Karriärstatistik
| Klubb              | Säsong             | Liga                      | Liga    | Liga | Svenska cupen | Svenska cupen | Övrigt  | Övrigt | Totalt  | Totalt |
| Klubb              | Säsong             | Division                  | Matcher | Mål  | Matcher       | Mål           | Matcher | Mål    | Matcher | Mål    |
| ------------------ | ------------------ | ------------------------- | ------- | ---- | ------------- | ------------- | ------- | ------ | ------- | ------ |
| Sandvikens IF      | 2008               | Division 2 Norra Svealand | 19      | 0    | 0             | 0             | —       | —      | 19      | 0      |
| Gefle IF           | 2009               | Allsvenskan               | 5       | 0    | 0             | 0             | —       | —      | 5       | 0      |
| Gefle IF           | 2010               | Allsvenskan               | 8       | 0    | 0             | 0             | 1       | 0      | 9       | 0      |
| Gefle IF           | 2011               | Allsvenskan               | 23      | 1    | 0             | 0             | —       | —      | 23      | 1      |
| Gefle IF           | 2012               | Allsvenskan               | 24      | 1    | 1             | 0             | —       | —      | 25      | 1      |
| Gefle IF           | 2013               | Allsvenskan               | 19      | 0    | 4             | 1             | 3       | 0      | 26      | 1      |
| Gefle IF           | 2014               | Allsvenskan               | 5       | 0    | 3             | 0             | —       | —      | 8       | 0      |
| Gefle IF           | Totalt             | Totalt                    | 84      | 2    | 8             | 1             | 4       | 0      | 96      | 3      |
| Sandvikens IF      | 2015               | Division 2 Norra Svealand | 25      | 0    | 0             | 0             | —       | —      | 25      | 0      |
| Sandvikens IF      | 2016               | Division 2 Norrland       | 23      | 0    | 2             | 0             | —       | —      | 25      | 0      |
| Sandvikens IF      | 2017               | Division 1 Norra          | 21      | 1    | 0             | 0             | —       | —      | 21      | 1      |
| Sandvikens IF      | 2018               | Division 1 Norra          | 27      | 2    | 1             | 0             | —       | —      | 28      | 2      |
| Sandvikens IF      | 2019               | Division 1 Norra          | 26      | 2    | 2             | 0             | —       | —      | 28      | 2      |
| Sandvikens IF      | 2020               | Division 1 Norra          | 24      | 2    | 3             | 0             | —       | —      | 27      | 2      |
| Sandvikens IF      | 2021               | Division 1 Norra          | 21      | 1    | 1             | 0             | —       | —      | 22      | 1      |
| Sandvikens IF      | Totalt             | Totalt                    | 167     | 8    | 9             | 0             | —       | —      | 176     | 8      |
| Totalt i karriären | Totalt i karriären | Totalt i karriären        | 270     | 10   | 17            | 1             | 4       | 0      | 291     | 11     |

1. ↑  Nedflyttningskvalmatch mot GIF Sundsvall.[12]
2. ↑  Matcher i Europa League 2013/2014.